# Piedras de Monreal
Las piedras de Monreal (filipino: Mga Bato ng Monreal), también conocidas como piedras de Ticao, son dos epigrafías sobre piedra caliza en escritura baybayin. Fueron encontradas por alumnos de la escuela primaria Rizal en la isla de Ticao en la ciudad de Monreal, Masbate, Filipinas, que se habían quitado el barro de los zapatos y las pantuflas en una placa de piedra caliza de forma irregular antes de ingresar a su salón de clases. Ahora se encuentran en una sección del Museo Nacional de Filipinas.
La gran piedra triangular pesa 30 kilos, tiene 11 centímetros de espesor, 54 cm de largo y 44 cm de amplio.
La piedra más pequeña tiene forma ovalada y mide 6 cm de espesor, 20 cm de largo y 18 cm de amplio.
El Museo Nacional celebró una conferencia de baybayin para presentar al público las piedras de Monreal el 13 de diciembre de 2013.
La datación y la autenticidad de las piedras sigue en discusión, sin embargo, el examen inicial ha revelado que las inscripciones no pueden haber sido hechas antes del siglo XVII debido al uso del eliminador de vocales (virama) introducido en 1621 por los frailes españoles.